# Jacques-Émile Blanche

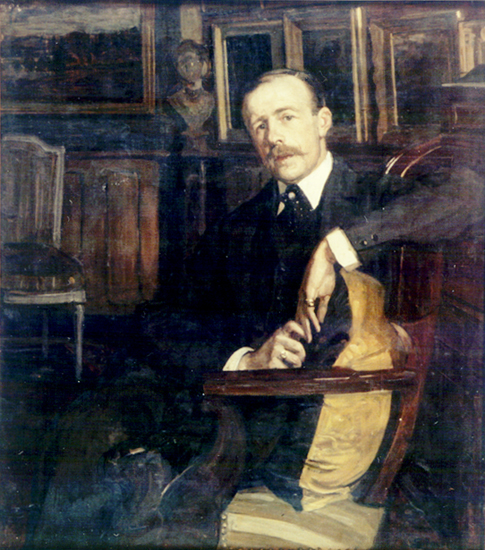
Porträt von Jacques-Émile Blanche (Lucien Simon, 1903)

Jacques-Émile Blanche (* 1. Februar 1861 in Paris; † 30. September 1942 in Offranville, Haute-Normandie) war ein französischer Maler.

## Leben

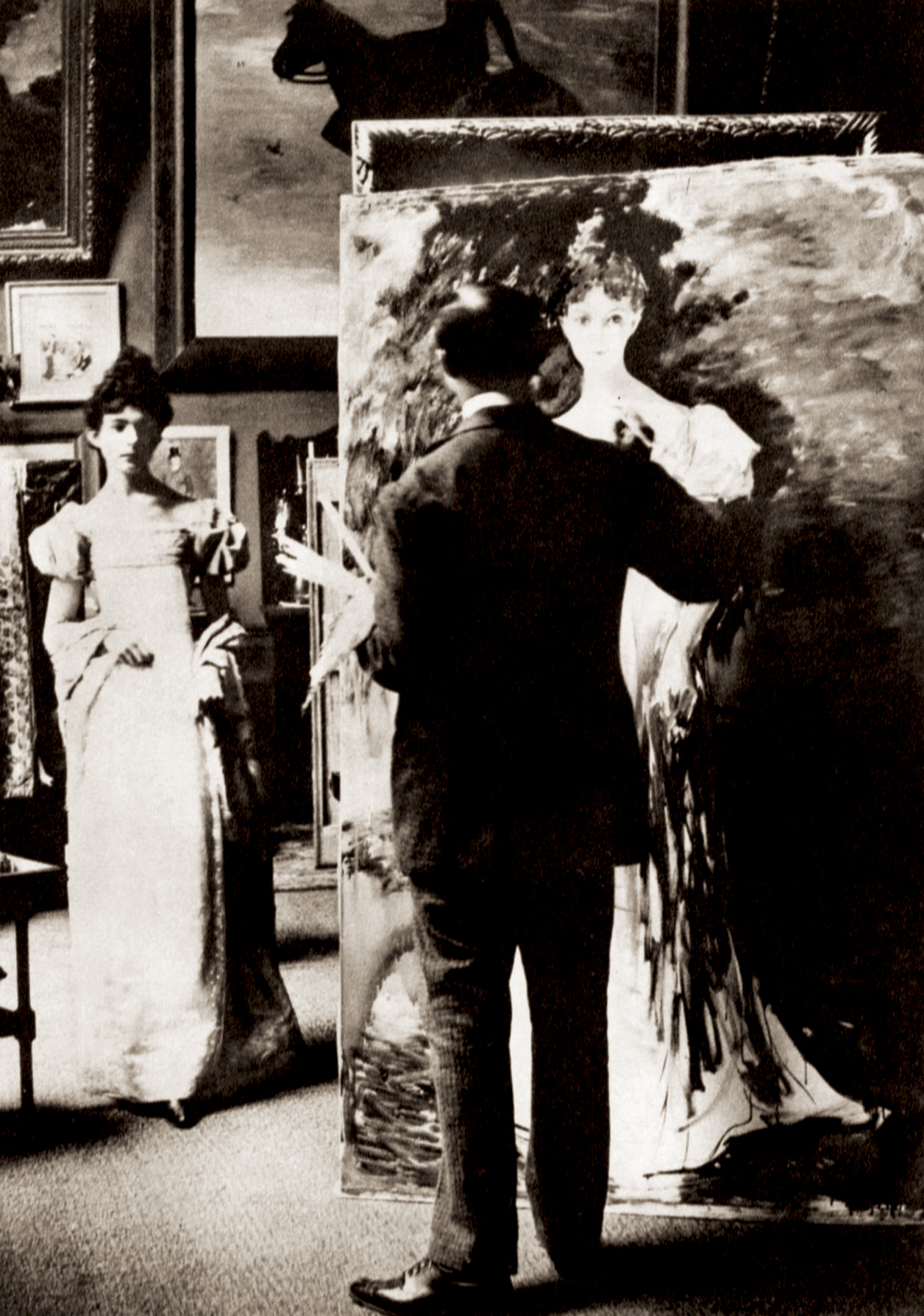
Jacques-Émile Blanche porträtiert Marie de Heredia, 1893

Jacques-Émile Blanche war der Sohn eines bedeutenden Pariser Nervenarztes und wuchs in der Villa de Lamballe, benannt nach Marie-Louise von Savoyen-Carignan, in Passy auf. Blanche erhielt Unterricht durch Privatlehrer und Tutoren und war Schüler im Pariser Lycée Condorcet, mit Stéphane Mallarmé als Englischlehrer und Henri Bergson als Klassenkamerad. Nebenbei bekam er Mal- und Zeichenunterricht von dem Maler Henri Gervex, gilt aber eher als Autodidakt auf dem Gebiet der Malerei. Édouard Manet, Henri Fantin-Latour und Edgar Degas waren Freunde des Elternhauses.
In den 1880er Jahren fuhr er regelmäßig nach London, wo er Bekanntschaft mit Künstlern wie Aubrey Beardsley, James McNeill Whistler, Walter Sickert und Oscar Wilde machte sowie dem New English Art Club angehörte.

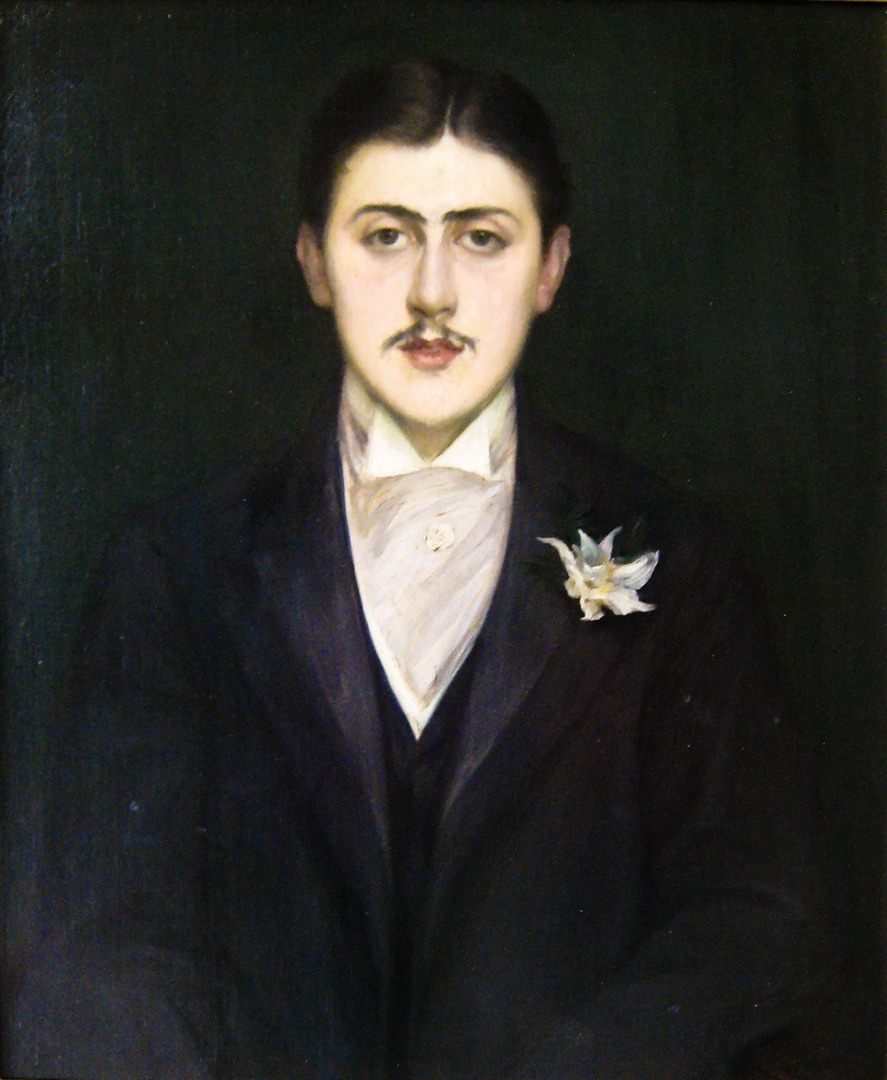
Porträt von Marcel Proust, 1892

Blanche war regelmäßiger Besucher des Salons von Geneviève Strauss, wo auch  Edgar Degas, Marcel Proust, den er dort kennenlernte und später porträtierte, Georges de Porto-Riche oder Paul Bourget verkehrten.
Ab den 1890er Jahren hatte Blanche einen hervorragenden Ruf als Porträtmaler des europäischen Hoch- und Geldadels erworben. Ab 1903 lehrte er an der Académie Vitti. Viele Künstler wie André Gide (1912), René Crevel, Mary Cassatt, Jean Cocteau (1912), Igor Fjodorowitsch Strawinski und Paul Morand wurden im Laufe der Zeit von Blanche porträtiert.
Blache pflegte einen ausgedehnten Briefwechsel mit Literaten und Künstlern seiner Zeit. Nach dem Ersten Weltkrieg tat er sich als Autor von Kunstliteratur hervor und wurde 1935 in die Académie des Beaux-Arts gewählt. Ab 1930 war er assoziiertes Mitglied der Académie royale des Sciences, des Lettres et des Beaux-Arts de Belgique.

## Ausstellungen (Auswahl)
- Société des Artistes Indépendants
- Pariser Weltausstellungen
- Salon de Paris

## Schriften
- Cahiers d'un artiste
  - Bd. 1: Nouv. Revue franç., Paris 1915.
  - Bd. 2: deuxième série Novembre 1914-Juin 1915. Emile - Paul, Paris 1916 (Digitalisat).
  - Bd. 3: Suite du printemps a Paris été en Normandie, aout - novembre 1915. Frères, Paris 1917.
  - Bd. 4: Paris novembre 1915 - aout 1916. Frères, Paris 1917.
  - Bd. 5: La famille d'Aultreville et les Sommevielle, aout - décembre 1916. Frères, Paris 1920.
  - Bd. 6: Les intermédiaires, sub tegmine Malvi; décembre 1916 - juin 1917. Frères, Paris 1919.

## Briefwechsel
- Correspondance 1916–1942. Avec François Mauriac. Etablie, présentée, annotée par Georges-Paul Collet. Grasset, Paris 1976.
- Correspondance 1892–1939 avec André Gide. Etablie, présentée et annotée par Georges-Paul Collet. Gallimard, coll. (Cahiers André Gide. 8.) Paris 1979.
- Nouvelles lettres à André Gide (1891–1925). Textes recueillis, établis et présentés par Georges-Paul Collet. Droz, Genf 1982.
- Correspondance 1901–1939 avec Maurice Denis. Établie, présentée, annotée par Georges-Paul Collet. Droz, Genf 1989.
- Correspondance 1912–1939 avec Jean Cocteau.  Établie et présentée par Maryse Renault-Garneau. La Table ronde, Paris 1993.